# Kuopio
Kuopio [ˈkuɔ̯piɔ] ⓘ ist eine Stadt in der finnischen Region Savo. Mit 122.594 Einwohnern (Stand 31. Dezember 2022) ist sie die neuntgrößte Stadt des Landes und die größte Stadt Ostfinnlands. Kuopio ist Verwaltungssitz der Landschaft Nordsavo, Universitätsstadt, Sitz eines orthodoxen Erzbischofs sowie eines evangelisch-lutherischen Bischofs, Wintersportort und beliebtes Ferienziel. Das Zentrum von Kuopio liegt auf einer Halbinsel am Kallavesi-See, das Stadtgebiet von  Kuopio ist insgesamt 3700 Quadratkilometer groß.

## Geografie

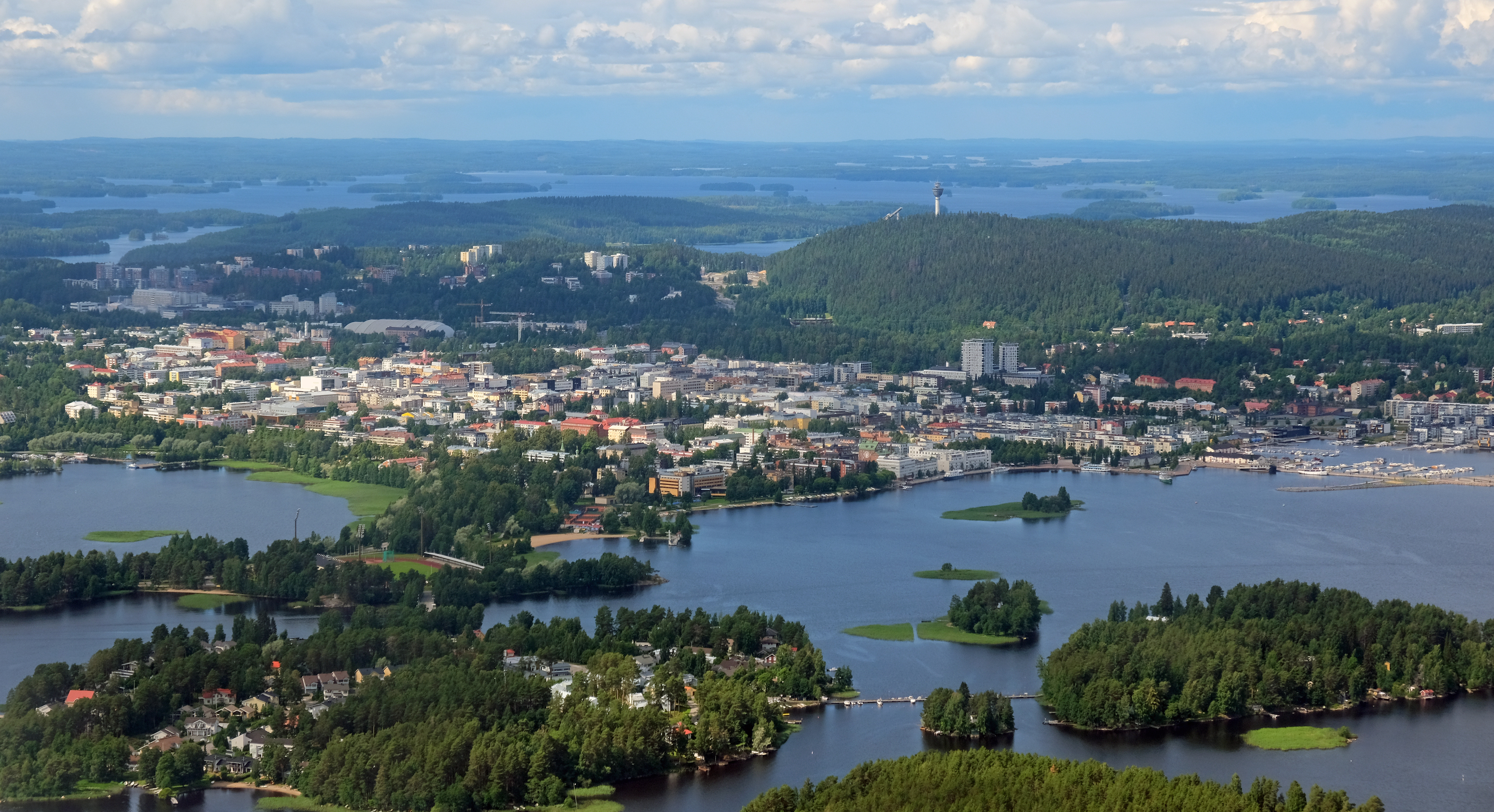
Blick auf Kuopio

Kuopio liegt 390 Kilometer nördlich von Helsinki im Zentrum der ostfinnischen Landschaft Nordsavo. Nachbarstädte und -gemeinden von Kuopio sind Siilinjärvi und Lapinlahti im Norden, Rautavaara im Nordosten, Kaavi und Tuusniemi im Osten, Leppävirta im Süden, Suonenjoki im Südwesten, Tervo im Westen und Maaninka im Nordwesten. Mit den eng verbundenen umliegenden Gemeinden Karttula, Maaninka und Siilinjärvi hat sich Kuopio zur Verwaltungsgemeinschaft Kuopio zusammengeschlossen.
Die Kernstadt von Kuopio liegt auf einer Halbinsel im Kallavesi-See im Schatten der 232 Meter hohen Puijo-Anhöhe. Der See liegt 82 Meter über dem Meeresspiegel. Die eigentliche Stadt nimmt aber mit einer Fläche von 45 Quadratkilometer nur einen Bruchteil des administrativen Stadtgebiets von Kuopio ein. Letzteres umfasst nach einer Reihe von Eingemeindungen eine Fläche von 3740 Quadratkilometern. Ein Großteil des Gebiets ist ländlich strukturiert. Mehr als ein Viertel der Fläche besteht aus Binnengewässern. Der mit Abstand größte See ist der Kallavesi, mit 478 Quadratkilometern der zehntgrößte See Finnlands.

### Ortschaften
Außer der Kernstadt gehören zu Kuopio weitere Siedlungszentren (taajama): (Einwohnerzahlen zum 31. Dezember 2011):
- Kernstadt (82.268 Einwohner)
- Nilsiä (3.174 Einwohner)
- Karttula (925 Einwohner)
- Melalahti (797 Einwohner)
- Kurkimäki (682 Einwohner)
- Vehmersalmi (608 Einwohner)
- Pellesmäki-Vehmasmäki (508 Einwohner)
- Pihkainmäki (450 Einwohner)
- Hiltuanlahti (242 Einwohner)
- Syvänniemi (240 Einwohner)
- Toivala-Vuorela (146 Einwohner)

Mit der Eingemeindung Maaninkas kamen die Dörfer Haatala, Halola, Hamula, Jynkänniemi, Kinnulanlahti, Kurolanlahti, Käärmelahti, Leinolanlahti, Lappetelä, Pohjois-Haatala, Tavinsalmi, Tuovilanlahti, Varpasmaa, Venäjänsaari, Vianta und Väänälä hinzu.

### Klima
|                       | Jan   | Feb   | Mär  | Apr  | Mai  | Jun  | Jul  | Aug  | Sep  | Okt  | Nov  | Dez   |   |       |
| Mittl. Tagesmax. (°C) | −6,2  | −5,9  | −0,3 | 5,5  | 14,0 | 19,2 | 21,4 | 18,5 | 12,3 | 5,9  | −0,2 | −4,1  | ⌀ | 6,7   |
| Mittl. Tagesmin. (°C) | −13,2 | −13,4 | −8,3 | −2,8 | 3,8  | 10,4 | 13,1 | 11,3 | 6,4  | 1,5  | −4,5 | −10,3 | ⌀ | −0,4  |
|                       |       |       |      |      |      |      |      |      |      |      |      |       |   |       |
| Niederschlag (mm)     | 41,2  | 31,1  | 34,2 | 31,9 | 38,8 | 65,4 | 76,9 | 80,2 | 58,6 | 52,8 | 51,1 | 45,6  | Σ | 607,8 |
|                       |       |       |      |      |      |      |      |      |      |      |      |       |   |       |
| Regentage (d)         | 11    | 8     | 9    | 7    | 8    | 9    | 11   | 11   | 10   | 11   | 12   | 11    | Σ | 118   |

| −13,2 |

| −13,4 |

| −8,3 |

| −2,8 |

| 3,8 |

| 10,4 |

| 13,1 |

| 11,3 |

| 6,4 |

| 1,5 |

| −4,5 |

| −10,3 |

| −13,2 |

| −13,4 |

| −8,3 |

| −2,8 |

| 3,8 |

| 10,4 |

| 13,1 |

| 11,3 |

| 6,4 |

| 1,5 |

| −4,5 |

| −10,3 |

## Geschichte
Kuopio wurde erstmals 1552 urkundlich erwähnt, als auf Betreiben unter anderem von Mikael Agricola auf der Halbinsel Kuopionniemi, heute der Stadtteil Väinölänniemi, eine Kirche gebaut und ein Kirchspiel eingerichtet wurde. Im Jahr 1653 wurde Kuopio von dem schwedischen Statthalter Per Brahe zur Stadt erhoben, doch schon 1681 wurden die Stadtrechte wieder entzogen. Auf Erlass des schwedischen Königs Gustav III. wurde Kuopio am 17. November 1775 neu gegründet und zur Hauptstadt der neugeschaffenen Provinz Savo-Karelien bestimmt.

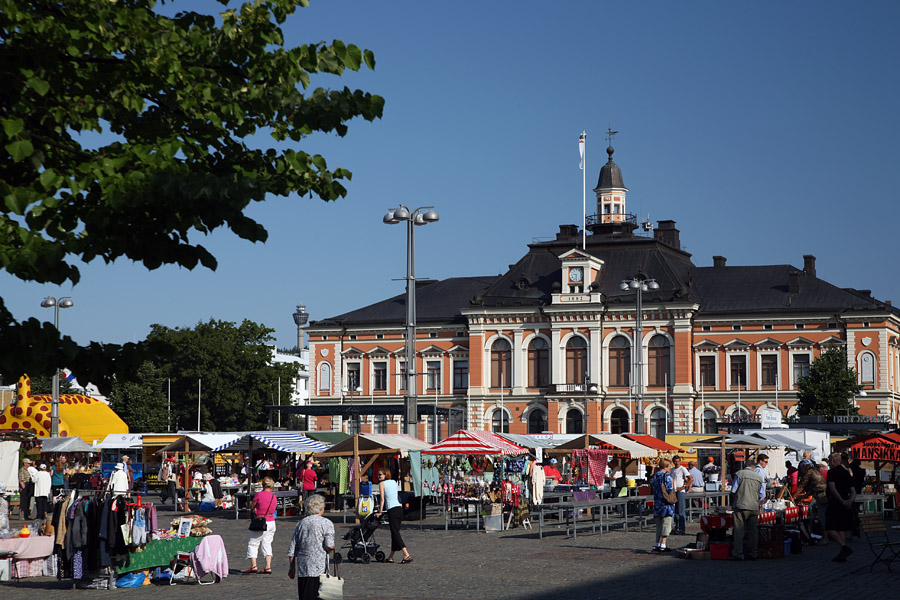
Das Rathaus am Marktplatz von Kuopio wurde 1882–1886 erbaut.

1809 kam Kuopio mit dem Rest des heutigen Finnlands zu Russland und wurde Teil des neugegründeten Großfürstentums Finnland. Durch die Provinzreform 1831 wurde die Provinz Savo-Karelien durch die Provinz Kuopio ersetzt. Durch den Bau des Taipalekanals 1840, des Konnuskanals 1841 und des Saimaa-Kanals 1856 konnte man nun von Kuopio aus die Ostsee erreichen. Dieser Ausbau des Wasserweges beschleunigte das Wachstum der Stadt in der zweiten Hälfte des 19. Jahrhunderts, so dass Kuopio sich zu einem wichtigen Binnenhafen und Handelszentrum entwickelte. Am 1. Oktober 1889 erreichte die Eisenbahn von Kouvola aus die Stadt.
Mit der finnischen Unabhängigkeitserklärung von 1917 wurde auch Kuopio Teil der unabhängigen Republik Finnland. 1939 wurde die Stadt zum Sitz des evangelisch-lutherischen Bistums Kuopio.  Im Winterkrieg und im Fortsetzungskrieg erfolgten verschiedene sowjetische Luftangriffe auf  die Stadt, die insgesamt 38 Todesopfer unter der Zivilbevölkerung forderten, außerdem wurden 0,5 % der Wohnungen zerstört und 1,1 % schwer beschädigt.
Nach dem Zweiten Weltkrieg wuchs die Stadt durch die Ansiedlung von Flüchtlingen aus dem an die Sowjetunion abgetretenen Karelien an. 1972 wurde die Universität Kuopio gegründet, welche 2010 mit der Universität Joensuu zur Universität Ostfinnland fusionierte. Durch die Provinzreform 1997 verlor Kuopio den Status der Provinzhauptstadt: Die einstige Provinz Kuopio wurde nun zu einem Teil der Provinz Ostfinnland mit der Hauptstadt Mikkeli.
Ursprünglich umfasste die Stadt Kuopio nur das eigentliche Stadtgebiet und wurde von der Landgemeinde Kuopio umgeben. Mittlerweile hat sich das administrative Stadtgebiet aber durch eine Reihe von Eingemeindungen beträchtlich vergrößert. 1969 wurde die Landgemeinde Kuopio aufgelöst und zum größten Teil der Stadt Kuopio zugeschlagen. 1973 folgte die Eingemeindung von Riistavesi. 2005 wurde Vehmersalmi eingemeindet, 2011 Karttula und 2013 Nilsiä. Die jüngste Eingemeindung erfolgte am 1. Januar 2015 mit Maaninka.

## Politik

### Stadtrat
Bei den Kommunalwahlen in Finnland 2021|Kommunalwahlen am 13. Juni 2021 lag wie nach den vorigen Wahlen die bäuerlich-liberale Zentrumspartei als stärkste politische Kraft leicht vor der konservativen Nationale Sammlungspartei. Während das Zentrum 14 Sitze im Stadtrat stellt, kommt die Sammlungspartei als zweitstärkste Partei auf 12 Sitze, gefolgt von den Sozialdemokraten mit zehn Abgeordneten. Ebenfalls im Stadtrat vertreten sind der Grüne Bund und die rechtspopulistischen Basisfinnen mit je acht Sitzen, das Linksbündnis mit vier Abgeordneten und die Christdemokraten mit zwei Vertretern. Neu ist die Partei Liike Nyt mit einem Mandat.
| Partei                       | Stimmenanteil | +/−%p | Sitze | +/− | Sitzverteilung 2022–2025                                                                            |
| ---------------------------- | ------------- | ----- | ----- | --- | --------------------------------------------------------------------------------------------------- |
| Nationale Sammlungspartei    | 20,4 %        | + 0,3 | 12    | ± 0 | Insgesamt 59 Sitze - VAS: 4 - SDP: 10 - VIHR: 8 - KESK: 14 - KOK: 12 - KD: 2 - PS: 8 - Liike Nyt: 1 |
| Finnische Zentrumspartei     | 22,9 %        | + 0,3 | 14    | ± 0 | Insgesamt 59 Sitze - VAS: 4 - SDP: 10 - VIHR: 8 - KESK: 14 - KOK: 12 - KD: 2 - PS: 8 - Liike Nyt: 1 |
| Sozialdemokraten             | 16,0 %        | − 2,5 | 10    | − 1 | Insgesamt 59 Sitze - VAS: 4 - SDP: 10 - VIHR: 8 - KESK: 14 - KOK: 12 - KD: 2 - PS: 8 - Liike Nyt: 1 |
| Basisfinnen                  | 13,2 %        | + 2,7 | 8     | + 2 | Insgesamt 59 Sitze - VAS: 4 - SDP: 10 - VIHR: 8 - KESK: 14 - KOK: 12 - KD: 2 - PS: 8 - Liike Nyt: 1 |
| Grüner Bund                  | 13,3 %        | + 0,5 | 8     | ± 0 | Insgesamt 59 Sitze - VAS: 4 - SDP: 10 - VIHR: 8 - KESK: 14 - KOK: 12 - KD: 2 - PS: 8 - Liike Nyt: 1 |
| Linksbündnis                 | 06,7 %        | − 2,5 | 4     | − 1 | Insgesamt 59 Sitze - VAS: 4 - SDP: 10 - VIHR: 8 - KESK: 14 - KOK: 12 - KD: 2 - PS: 8 - Liike Nyt: 1 |
| Christdemokraten             | 04,2 %        | − 0,9 | 2     | − 1 | Insgesamt 59 Sitze - VAS: 4 - SDP: 10 - VIHR: 8 - KESK: 14 - KOK: 12 - KD: 2 - PS: 8 - Liike Nyt: 1 |
| Liike Nyt („Bewegung Jetzt“) | 01,9 %        | + 1,9 | 1     | + 1 | Insgesamt 59 Sitze - VAS: 4 - SDP: 10 - VIHR: 8 - KESK: 14 - KOK: 12 - KD: 2 - PS: 8 - Liike Nyt: 1 |

Dike Wahlbeteiligung lag bei 49,7 %.

### Partnerstädte
Kuopio pflegt mit 14 Städten Städtepartnerschaften:
- Jönköping (Schweden)
- Bodø (Norwegen)
- Svendborg (Dänemark)
- Alūksne (Lettland)
- Pitkäranta (Republik Karelien)
- Pskow (Russland)
- Castrop-Rauxel, Nordrhein-Westfalen (Deutschland), seit 1965
- Gera, Thüringen (Deutschland), seit 1972
- Besançon, Region Bourgogne-Franche-Comté (Frankreich)
- Oppeln (Polen)
- Győr (Ungarn)
- Craiova (Rumänien)
- Minneapolis in Minnesota (USA)
- Winnipeg in Manitoba (Kanada)

## Sehenswürdigkeiten

### Orthodoxes Kirchenmuseum
Im orthodoxen Kirchenmuseum sind Kirchenschätze aus den ehemals finnischen Klöstern Valamo, Konevitsa und Petsamo ausgestellt. Das Museum wurde 1957 gegründet und befindet sich seit 1969 in dem von Dag Englund entworfenen Gebäudekomplex, welcher zugleich Sitz des Verwaltungsrates der Orthodoxen Kirche Finnlands ist.

### Marktplatz
Im Zentrum befindet sich der Marktplatz, der zu den lebhaftesten seiner Art in Finnland gehört. Der Markt wird an dieser Stelle bereits seit 1818 abgehalten. An der Nordseite steht das Stadthaus. Es wurde in den Jahren 1882 bis 1885 im Stil der Neorenaissance errichtet. An der Fassade ist der Baubeginn 1882 bezeichnet. Die Architekten waren F.A. Sjöström und Josef Stenbäck. Die heutige Farbgebung stammt aus dem Jahre 1974. Die Fassade trägt die Inschriften „Oikeus kansaa ohjelevi“ (Das Recht leite das Volk) und „Wapautta laki vartioivi“ (Das Gesetz wache über die Freiheit).
Auf dem Markt befindet sich die 1902 im Jugendstil erbaute Markthalle, in welcher etwa 30 Geschäfte überwiegend regionale Produkte anbieten.

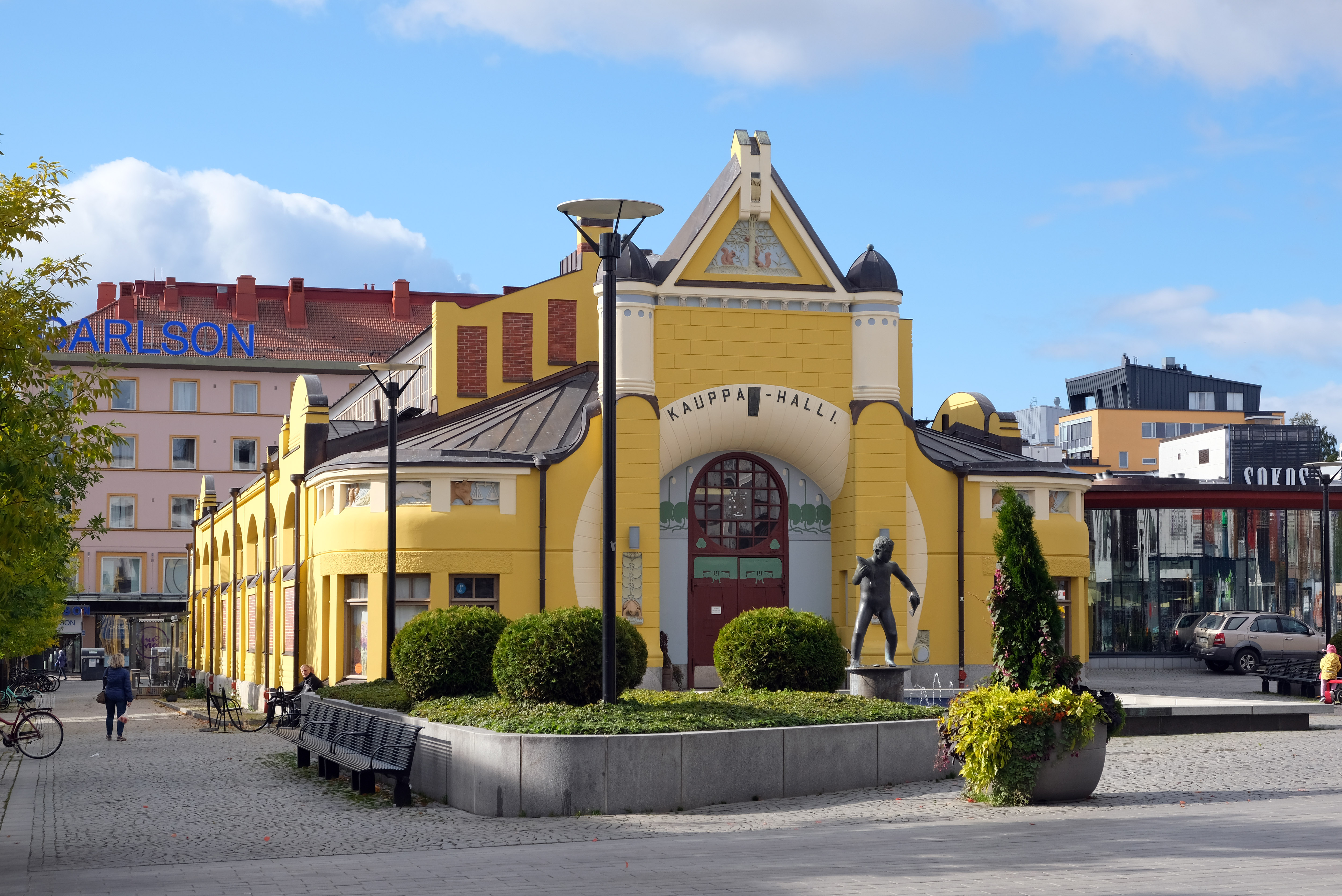
Jugendstil-Markthalle in Kuopio

An der Ostseite der Markthalle steht die bronzene Statue „Veljmies“ (Bruder) von 1959. Die Figur stammt von dem Bildhauer Heikki Konttinen, welcher mit der Statue 1957 einen Wettbewerb der Einzelhändler anlässlich des 175-jährigen Bestehens der Stadt Kuopio gewann. Die Figur wird alljährlich im Rahmen der Feierlichkeiten an Vappu, dem finnischen Maifeiertag, von den Studenten zunächst gewaschen und bekommt dann, begleitet vom Jubel vieler Zuschauer, eine Studentenmütze aufgesetzt.
Auf der Westseite der Markthalle steht das Gegenstück zu der Veljmies-Statue, die Siskotyttö-Statue (Schwester) von Taru Mäntynen, welche ebenfalls Gegenstand der studentischen Tradition ist.

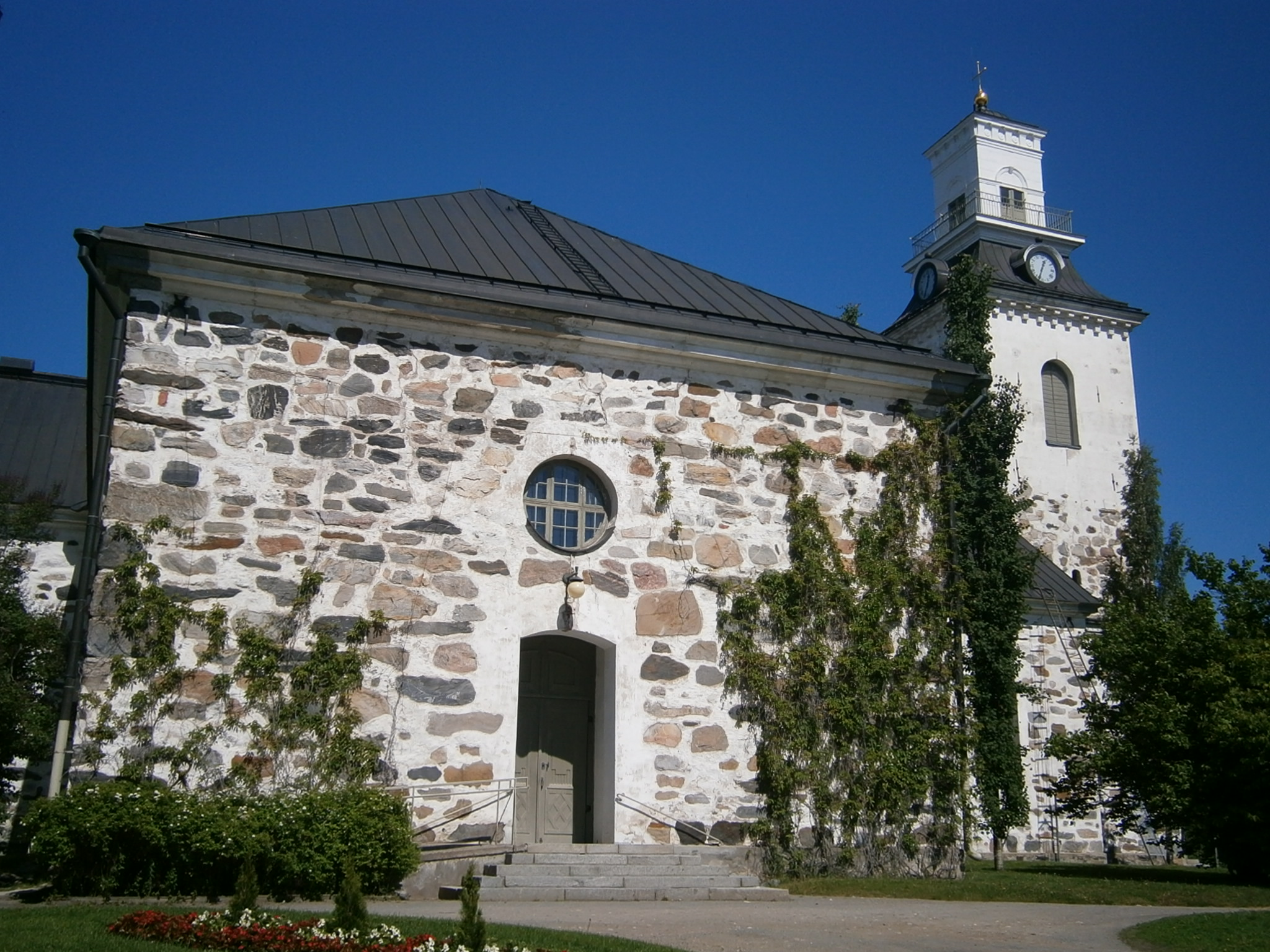
Der Dom von Kuopio

### Dom
Der Dom von Kuopio ist seit 1851 Hauptkirche des Bistums Kuopio der Evangelisch-Lutherischen Kirche Finnlands. Er wurde von dem Stockholmer Architekten Pehr Wilhelm Palmroth entworfen. Mit dem Bau der Steinkirche begann man 1806. Wegen des Ausbruches des Russisch-Schwedischen Krieges wurde er 1808 unterbrochen. 1812 wurde der Bau fortgesetzt und 1815 vollendet. Der Dom wurde 1816 geweiht.  Der Grundriss entspricht dem eines griechischen Kreuzes. Das Altarbild „Jesus am Kreuz“ von 1843 stammt von Berndt Abraham Godenhjelm. Die Orgel wurde 1986 von der dänischen Firma Bruno Christensen & Sønner Orgelbyggeri installiert. Im Turm befinden sich zwei Glocken aus den Jahren 1928 und 1851. Restaurierungen erfolgten 1866, 1877, 1895, 1925 und 1961.

### Museen
Eine der besten Fotografieausstellungen des Landes kann der Besucher im Victor-Barsokewitsch-Fotografiezentrum besuchen. Das Stadtmuseum am Snellman-Park zeigt die Stadtgeschichte sowie Naturausstellungen. In Kuopio befindet sich das Museum der finnischen Schriftstellerin und frühen Frauenrechtlerin Minna Canth. Das Wohnhaus des Philosophen, Journalisten und Staatsmannes Johan Vilhelm Snellman birgt heute das Snellman-Museum.

### Puijo-Turm
Eine der Hauptsehenswürdigkeiten in Kuopio ist der 75 m hohe Puijo-Turm auf der bewaldeten Pujio-Höhe. Der Turm hat zwei Aussichtsplattformen und ein Drehrestaurant, welche einen eindrucksvollen Blick auf die finnische Seenlandschaft bieten. Unterhalb des Turmes befindet sich das Puijo-Sportzentrum mit der Puijo-Schanze.

### Weitere Sehenswürdigkeiten
- Naherholungsgebiet und Stadtteil Väinölänniemi mit Badestrand, Sportanlagen und dem ehemaligen Kasino Peräniemi
- Hafen von Kuopio
- Museumsviertel Alt Kuopio (Kuopion Korttelimuseo)
- Stadtbücherei
- Orthodoxe Kathedrale St. Nikolaus

## Kultur
Das Tanzfestival „Kuopio Tanssii ja Soi“, bei dem sich Tanzfreunde aus aller Welt treffen, findet seit 1970 jedes Jahr im Sommer statt. Auf der Halbinsel Väinölänniemi wird seit 2003 das Rockfestival Kuopio Rockcock abgehalten. Seit 1997 findet am Hafen zudem jährlich ein großes Weinfestival statt.

### Essen und Trinken
Die Spezialität der Region um Kuopio ist der Kalakukko, was wörtlich übersetzt so viel wie Fischhahn bedeutet. Dabei handelt es sich um eine Mischung aus Maränen beziehungsweise Barsch und Speck, die in Brotteig eingebacken ist.

## Infrastruktur

### Verkehr

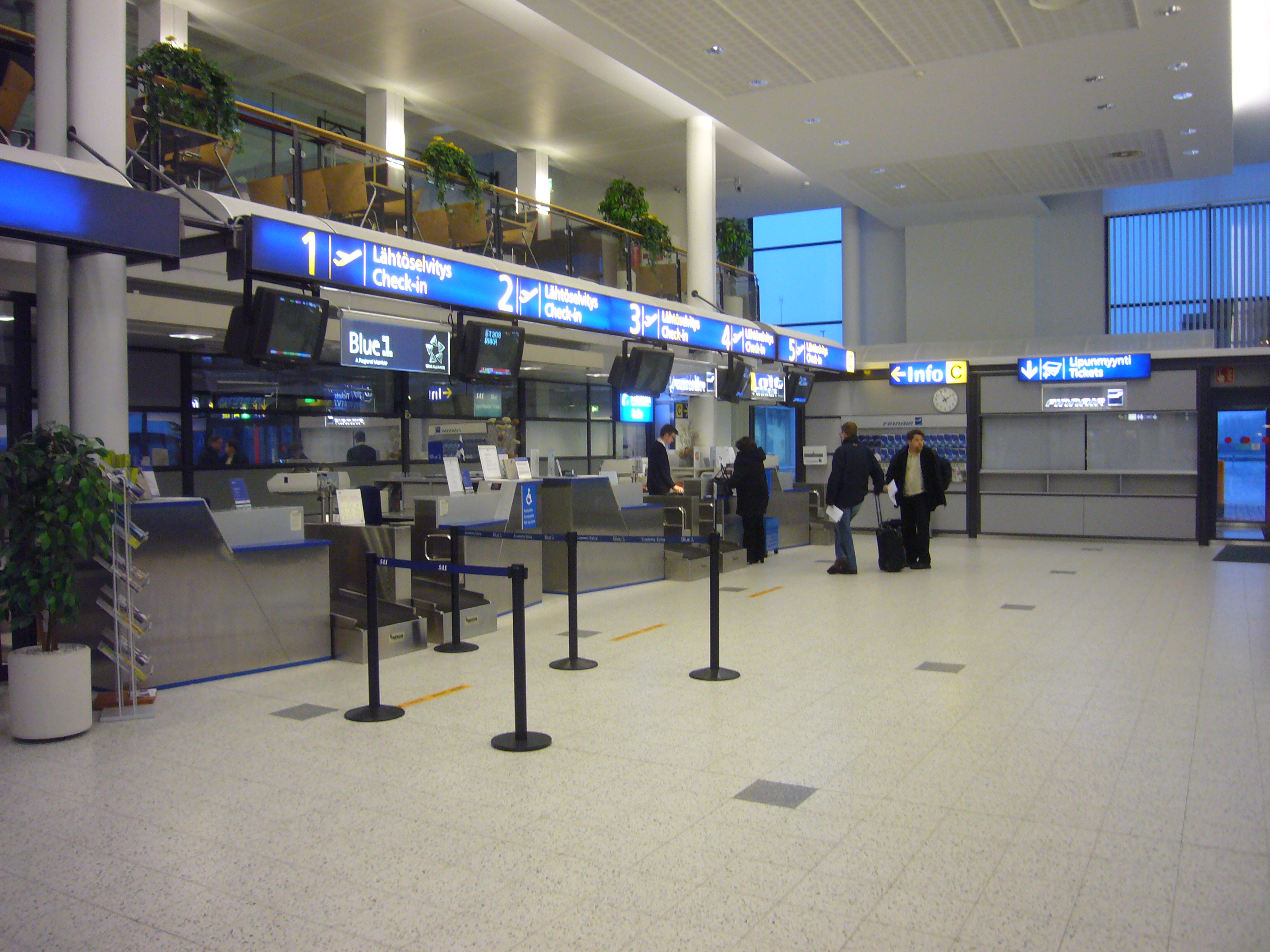
Flughafen Kuopio

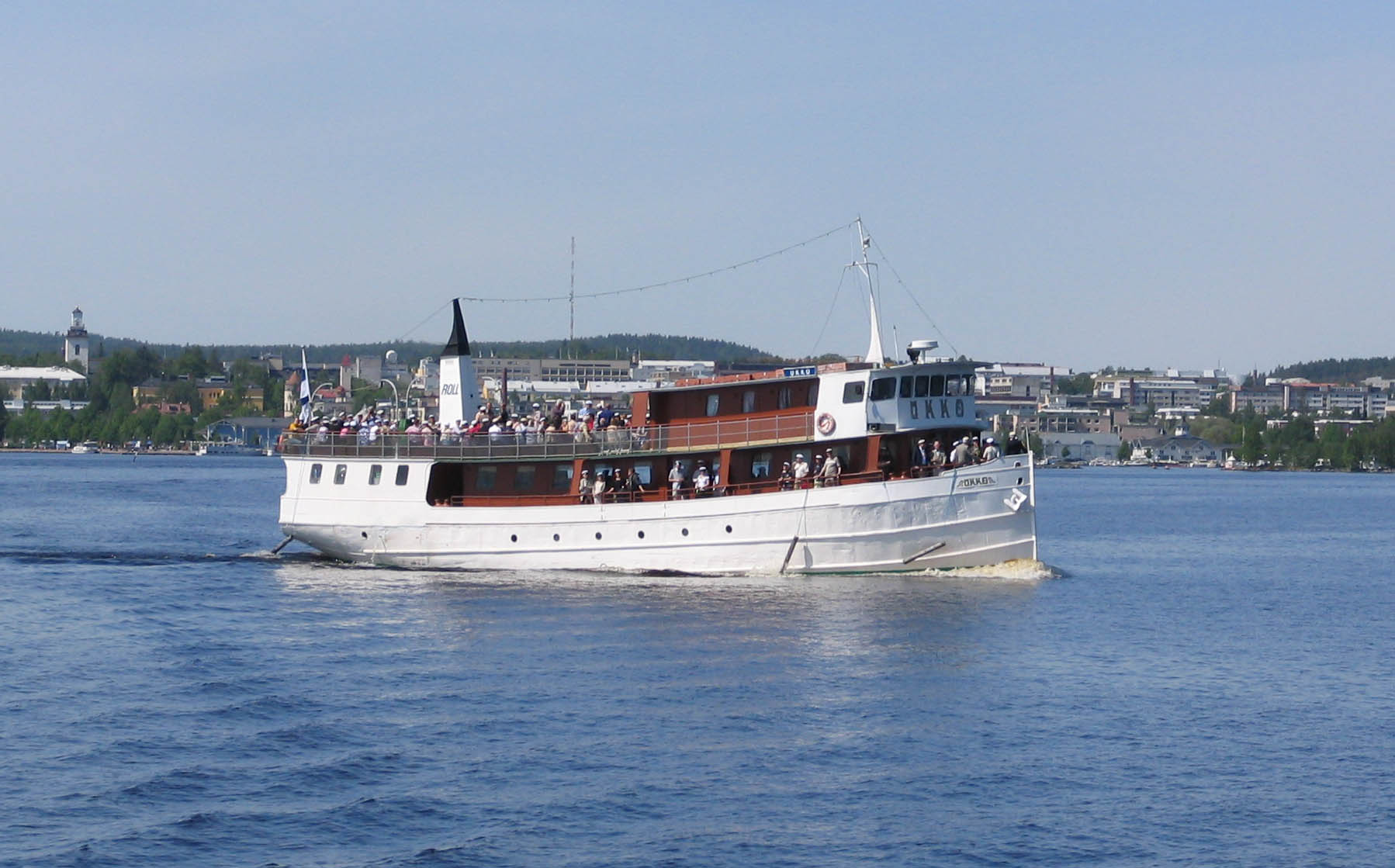
Die MS Ukko, Baujahr 1898

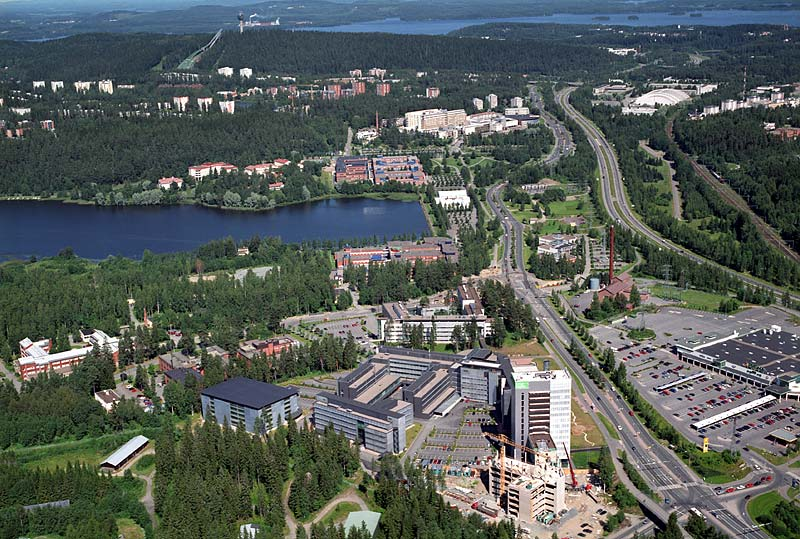
Das Technologiezentrum Teknia im Vordergrund, dahinter die Universität, die Universitätsklinik und die Fachhochschule Savonia

Kuopio besitzt einen Passagierhafen für Binnenschiffe. Früher war er bedeutender Handelshafen und bekannt für die Flotte der Binnendampfschiffe. Kuopio ist über den Taipalekanal, das Saimaa-Seensystem und den Saimaa-Kanal mit dem Finnischen Meerbusen verbunden. Im Sommer legen Ausflugsdampfer in die Inselwelt der Umgebung ab und es gibt regelmäßige Schiffsverbindungen mit alten Dampfschiffen nach Heinävesi und Savonlinna. Der Dampfantrieb wurde allerdings durch Dieselmotoren ersetzt.
Die VR-Yhtymä bietet vom Bahnhof Kuopio an der Strecke Kouvola–Kontiomäki direkte Bahnverbindungen von und nach Helsinki sowie Kaajani und Oulu.
Der Flughafen von Kuopio (Rissala) liegt etwa 17 km nördlich von Kuopio und bietet folgende Verbindungen:
- Finnair – nach Helsinki (Flughafen Helsinki-Vantaa) – 7–8/Werktag, 4–5/Samstag, 5–6/Sonntag
- Blue1 (SAS) – nach Helsinki (Helsinki-Vantaa) – 3/Werktag, nicht am Samstag, 1/Sonntag

### Lehre und Forschung
Seit 1972 (Aufnahme des Lehrbetriebs) existiert die 1966 formell gegründete staatliche Universität Kuopio (Kuopion yliopisto) mit derzeit etwa 6200 Studenten, seit 1992 die Fachhochschule Savonia, an deren Standorten in Kuopio 4700 Menschen studieren. Im Umfeld der Universität und des international renommierten Wissenschaftszentrums Kuopion Tiedelaakso sind mehrere Forschungsinstitute und Hochtechnologie-Unternehmen angesiedelt. Kuopio ist Vorreiter in der tierischen Biotechnologie, bei der Arzneimittelenentwicklung und in der Medizin- und Umwelttechnologie.

## Wirtschaft
In Kuopio sind 3.529 Betriebe ansässig, darunter der Siilinjärvi-Karbonatitkomplex. Die Wirtschaft des ostfinnischen Handelszentrums wird von der Lebensmittel- und Metallindustrie sowie der Holzverarbeitung geprägt.

## Sonstiges
Im Jahr 2001 war Kuopio der Austragungsort der Feuerwehrolympiade, die alle vier Jahre vom Weltfeuerwehrverband CTIF in verschiedenen Städten ausgetragen wird.